# 케니아 오스
케니아 오스(Kenia Os, 1999년 7월 15일 ~ )는 멕시코의 가수, 인플루언서, 사업가이다.

## 음반 목록
- Cambios de Luna (2022)
- K23 (2022)